# اللوحة الصينية

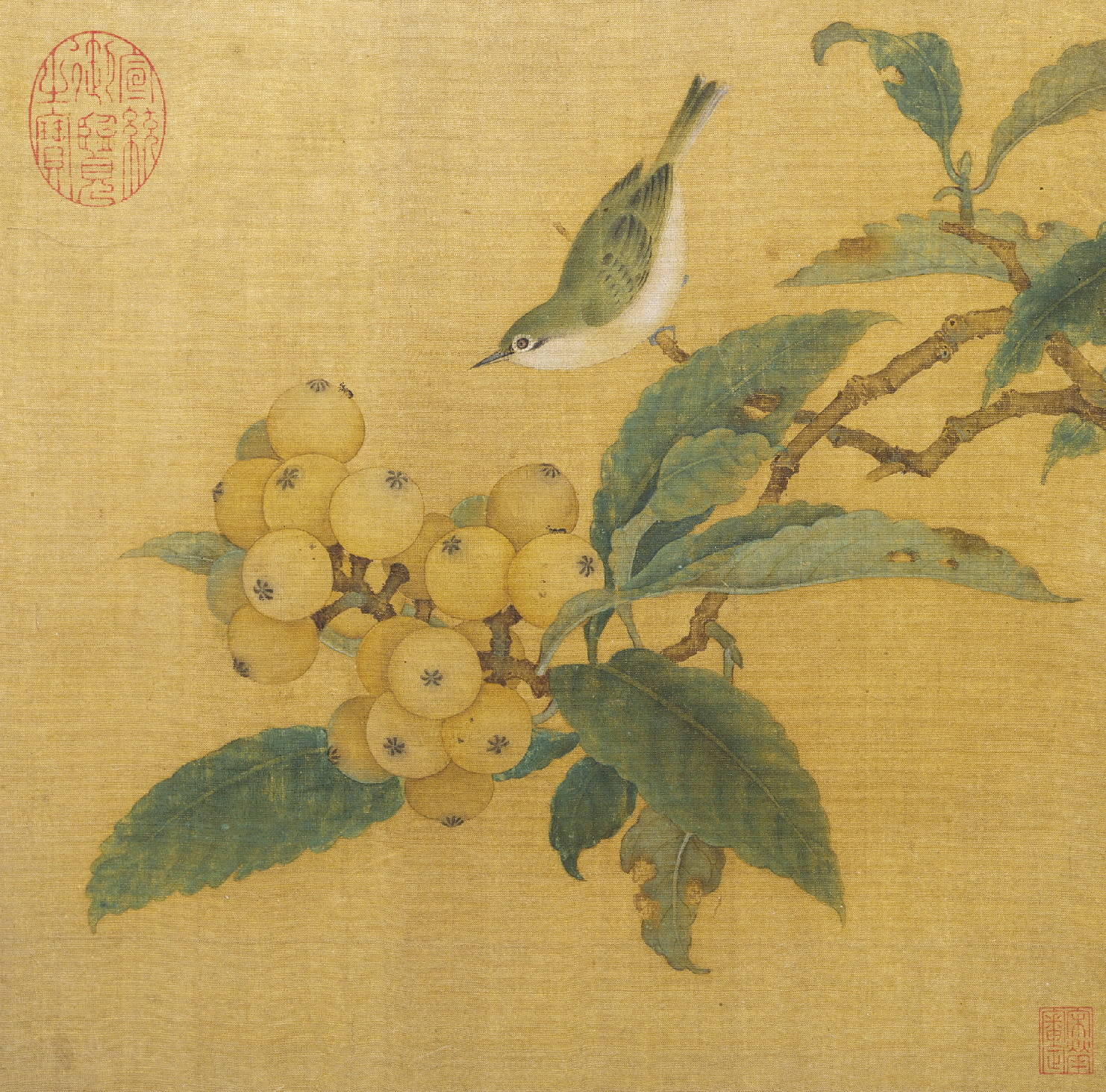
لوحة صينية قديمة

اللوحة الصينية (الصينية المبسطة: 中国 画، الصينية التقليدية: 中國 畫، بينيين: Zhōngguó huà) هي واحدة من أقدم التقاليد الفنية المستمرة في العالم. يُعرف الرسم بالأسلوب التقليدي اليوم بالصينية باسم guó huà (الصينية المبسطة: 国画، الصينية التقليدية : 國畫 ) التي تعني «الرسم الوطني» أو «الرسم الأصلي» إذ يناقض الأساليب الفنية الغربية التي أصبحت شائعة في الصين في القرن العشرين، ويُسمى أيضًا danqing (الصينية: 丹青، بينيين: dān qīng). تتضمن اللوحة التقليدية في الأساس نفس تقنيات فن الخط التي تتم بفرشاة مغموسة بالحبر الأسود أو الأصباغ الملونة ولا تُستخدم الزيوت. كما هو الحال مع فن الخط، فإن المواد الأكثر شيوعًا التي تُصنع منها اللوحات هي الورق والحرير، ويمكن تركيب العمل النهائي على مخطوطات مثل اللفائف المعلقة أو التمرير اليدوي. ويمكن أيضًا عمل الرسم التقليدي على أوراق الألبوم والجدران والأواني المطلية والشاشات القابلة للطي والوسائط الأخرى.
التقنيتان الرئيسيتان في الرسم الصيني هما:
- Gongbi (工筆) الذي يعني «دقيق»، إذ تُستخدم ضربات فرشاة مفصلة للغاية تحدد التفاصيل بدقة شديدة، غالبًا ما تكون هذه التقنية ملونة للغاية وعادة ما تمثل موضوعات تصويرية أو سردية، من يمارسها من الفنانين غالبًا ما يعملون في البلاط الملكي أو في ورش عمل مستقلة.
- لوحة غسيل الحبر، باللغة الصينية (shuǐ-mò (水墨، «الماء والحبر»  كما يُطلق عليها أيضًا فضفاضة بالألوان المائية أو الرسم بالفرشاة، ويُعرف أيضًا باسم «الرسم الأدبي» لأنه كان أحد الفنون الأربعة لدرجات البحث الصينية. نظريًا، كان هذا فنًا يمارسه السادة، وهو تمييز بدأ بالظهور في كتابات عن الفن على يد سلالة سونغ، مع أن وظائف الدعاة البارزين في الواقع قد تستفيد بشكل كبير. ويشار إلى هذا النمط أيضًا باسم (xieyi (寫意 أو النمط اليدوي.[1][2]

كان رسم المناظر الطبيعية يُعد أعلى أشكال الرسم الصيني، ولا يزال كذلك عمومًا. يُعرف الوقت الممتد من فترة الأسرات الخمس إلى فترة سونغ الشمالية (907-1127) باسم «العصر العظيم للمناظر الطبيعية الصينية». أما في الشمال، رسم فنانون مثل جينغ هاو، لي تشنغ، فان كوان، وقوه شى صورًا للجبال الشاهقة باستخدام خطوط سوداء قوية وغسل الحبر وضربات الفرشاة الحادة المنقطة للإشارة إلى الحجر الخام. أما في الجنوب رسم دونغ يوان وجوران وفنانين آخرين التلال والأنهار في ريفهم الأصلي في مشاهد هادئة مع أعمال فرشاة ناعمة وفرك إذ أصبح هذان النوعان من المشاهد والتقنيات هما الأنماط الكلاسيكية لرسم المناظر الطبيعية الصينية.

## تفاصيل ودراسة
تتميز اللوحة الصينية والخط عن فنون الثقافات الأخرى من خلال تركيزها على الحركة والتغيير مع الحياة الديناميكية. عادة ما يجري تعلم هذه الممارسة من خلال الحفظ عن ظهر قلب، إذ يعرض المعلم «الطريقة الصحيحة» لرسم العناصر. يجب على المتدرب أن ينسخ هذه العناصر بشكل صارم ومستمر حتى تصبح الحركات غريزية. في الأزمنة المعاصرة، ظهر نقاش حول حدود تقليد النسخ، داخل مشاهد الفن الحديث حيث الابتكار هو القاعدة. يؤثر التغيير في أساليب الحياة والأدوات والألوان أيضًا على الأمواج الجديدة من المعلمين.

## الفترات المبكرة
اللوحات المبكرة الأولى لم تكن تمثيلية بل كانت زخرفية فقط، وتألفت من أنماط أو تصاميم بدلًا من الصور. رُسم على الفخار المبكر الأشكال الحلزونية أو الخطوط المنكسرة أو الأشكال النقطية أو الحيوانات. لم يبدأ الفنانون في تمثيل العالم من حولهم إلا خلال فترة سلالة زو الشرقية (770- 256 قبل الميلاد). كان الرسم والخط في الصين من بين أكثر الفنون التي يوليها البلاط تقديرًا كبيرًا وذلك في أوقات الإمبراطورية (بداية أسرة جين الشرقية)، وغالبًا ما مارسها الهواة من الأرستقراطيين والباحثين الرسميين الذين كان لديهم الوقت الكافي لإتقان تقنية استخدام أعمال الفرشاة الحساسة. يُعتقد أن الرسم والخط هما من أخلص أشكال الفن. شملت الأدوات المستُخدمة فرشاة الحبر المصنوع من شعر الحيوانات والأحبار السوداء المصنوعة من سخام الصنوبر والصمغ الحيواني. طُبقت الكتابة والرسم في العصور القديمة على الحرير. مع ذلك، استُبدل الحرير تدريجيًا بمواد جديدة أرخص ثمنًا بعد اختراع الورق في القرن الأول بعد الميلاد. كانت الكتابات الأصلية للخطاطين المشهورين ذات قيمة كبيرة على امتداد التاريخ الصيني، وكانت تُثبت على مخطوطات وتُعلق على الجدران بنفس الطريقة التي تُعلق فيها اللوحات.
رسم الفنانون منذ فترة هان (206 قبل الميلاد- 220 بعد الميلاد) وحتى سلالات تانغ (618- 906) بشكل رئيسي الأشكال البشرية. جاء العديد مما نعرفه عن رسم الأشكال الصينية المبكر من المدافن، حيث يُحتفظ باللوحات على لافتات الحرير والأجسام المطلية وجدران القبر. كانت الغاية من لوحات المقابر المبكرة حماية الموتى أو مساعدة أرواحهم للوصول إلى الجنة، بينما أوضحت أخرى تعاليم الفيلسوف الصيني كونفوشيوس أو عرضت مشاهدًا من الحياة اليومية.
بدأ الناس بتقدير الرسم لجماله الخاص وكتبوا عن الفن خلال فترة السلالات الحاكمة الستة (220- 589). بدأنا منذ هذه الفترة نتعرف على الفنانين الفرديين مثل غو كايتشي. حاول هؤلاء الفنانون حتى عند تصويرهم لموضوعات الأخلاق الكونفوشيوسية –مثل سلوك الزوجة اللائق مع زوجها أو سلوك الأطفال مع والديهم- جعل الأشكال جميلة.

### المبادئ الستة
أنشأ تشي هي «المبادئ الستة للرسم الصيني»، وهو مؤرخ للفن وناقد من الصين في القرن الخامس، أُخذت «النقاط الستة لتقيم اللوحة» من مقدمة كتابه «سجل تصنيف الرسامين القدامى». يجب الأخذ بعين الاعتبار أن هذا قد كُتب نحو 550 من الحقبة العامة، ويُشير إلى الممارسات «القديمة» و«العتيقة». العناصر الستة التي تحدد اللوحة هي:
1. «صداها الروحي» أو الحيوية، التي تشير إلى تدفق الطاقة التي تشمل الموضوع والعمل والفنان. قال تشي هي أنه بدون الصدى الروحي، لم يكن هناك داع للنظر أبعد من ذلك.
2. «طريقة العظام» أو طريقة استخدام الفرشاة، لا تشير إلى ملمس وضربات الفرشاة فحسب، بل إلى الارتباط الوثيق بين الكتابة اليدوية والشخصية. كان فن الخط لا ينفصل عن الرسم في فترة تشي هي.
3. «المطابقة مع الشكل» أو تصور النموذج، وهو ما يشمل الشكل والخط.
4. «الملائمة للنوع» أو تطبيق اللون، بما في ذلك الطبقات والمقدار والدرجة.
5. «التقسيم والتخطيط» أو التموضع والترتيب، مما يتوافق مع التركيب والفراغ والعمق.
6. «النقل عن طريق النسخ» أو نسخ النماذج، ليس من الحياة فقط، بل من أعمال العصور القديمة أيضًا.